# Soe (Stadt)
Soe (Soë, So’e) ist die Hauptstadt des Regierungsbezirk (Kabupaten) Südzentraltimor (Provinz Ost-Nusa Tenggara) im indonesischen Teil Westtimors.

## Geographie und Einwohner

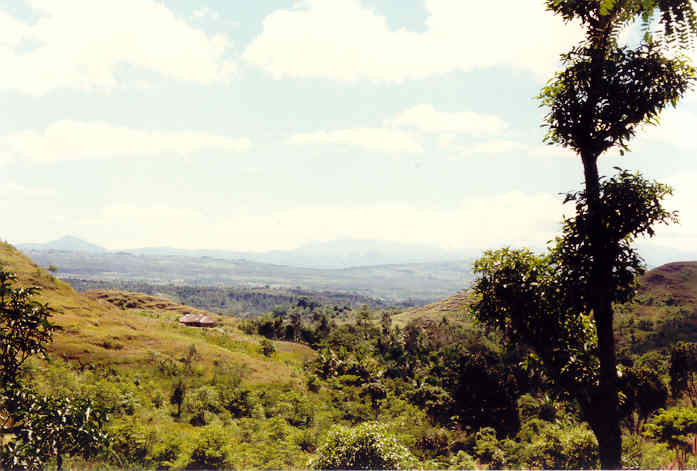
Regenzeit nahe Soe

Die Stadt bildet einen eigenen Kecamatan (Distrikt) und hat 39.285 Einwohner (2010). Die Meereshöhe beträgt hier etwa 800 m.
Der Kecamatan unterteilt sich in die 13 Desas Cendana (3.617 Einwohner 2010), Soe (3.860), Oebesa (3.169), Kobekamusa (1.640), Nunumeu (4.548), Oekefan (3.503), Taubneno (2.990), Kampung Baru (1.520), Karang Siri (5.064), Nonohonis (4.469), Kota Baru (Baru-Stadt, 1.989), Kuatae (1.255) und Noemeto (1.661).

## Wirtschaft
Soe ist ein Ausgangspunkt für Touristen für Ausflüge in Westtimor, zum Beispiel zum nördlich gelegenen höchsten Berg Westtimors, dem Mutis.